# Чериково
Чериково— деревня в Жуковском районе Калужской области, в составе сельского поселения «Деревня Истье».
При деревне Успенская часовня, Чериковское кладбище.
Чорок — имя одного из владельцев, татарина Дандеева.

## География
Расположена на севере Калужской области, на реке Истья. Рядом — Собакино, Московское большое кольцо.

## Климат
Умеренно-континентальный с выраженными сезонами года: умеренно жаркое и влажное лето, умеренно холодная зима с устойчивым снежным покровом. Средняя температура июля +18 °C, января −9 °C. Теплый период длится в среднем около 220 дней.

## Население
| 2002 | 2010 |
| ---- | ---- |
| 3    | ↗19  |

## История
В 1613 году деревней Чориково владеет татарин Чорок Дандеев (1613), ранее деревня Дмитровская, Дружинская тож в Галической волости Боровского уезда.
В 1782 году деревня Чороково Боровского уезда, Александра Александровича Нарышкина, на правом берегу речки Истьи и по обе стороны речки Чороковка, дачей при Большой Калужской дороге.   
В 1828 году граф С.П. Румянцев в память событий 1812 года отпустил в «вольные хлебопашцы» 745 душ  принадлежавших ему крестьян  села Тарутино и деревень Гранищево, Агафьино, Дубровки, Жуково, Чериково и Собакино. В благодарность за волю крестьяне на свои деньги построили в 1834 году в Тарутино памятник в честь событий и побед в Отечественной войне 1812 года. Также граф передал крестьянам 250 000 штук кирпича и бутового камня на восстановление разрушенных в войну домов.  Крестьяне решили потратить данный кирпич на перестройку деревянного храма в честь Святителя Николая в Тарутино. На территории данного прихода действовала церковноприходская школа с часовней в честь Успения Пресвятой Богородицы в деревне Чериково.    
В самом конце XIX века крестьянин  деревни Чериково Иван Григорьевич Емельянов на кладбище своей деревни построил каменную часовню и каменный дом для церковно-приходской школы.   
В декабре 1941 года при отступлении немецких войск деревня была почти полностью сожжена, церковноприходская школа была взорвана, часовня осталась нетронутой.